# Commelina echinulata
Commelina echinulata är en himmelsblomsväxtart som beskrevs av Jean Paul Antoine Lebrun och Taton. Commelina echinulata ingår i släktet himmelsblommor, och familjen himmelsblomsväxter.
Artens utbredningsområde är Kongo-Kinshasa. Inga underarter finns listade.